# 奥列格·阿诺弗里耶夫
奥列格·安德烈耶维奇·阿诺弗里耶夫（俄語：Олег Андреевич Анофриев，1930年7月20日—2018年3月28日）是苏联/俄罗斯男演员，流行音乐家。俄罗斯联邦人民艺术家。

## 生平
1930年生于格連吉克，父亲是医师。1941年苏德战争爆发后被疏散到斯维尔德洛夫斯克。战争结束后在莫斯科定居。1950年进入莫斯科艺术剧院学校。一生出演了众多的电影作品。2004年获得俄罗斯联邦人民艺术家荣誉称号。2018年3月29日在莫斯科去世，享年87岁。

## 主要参演
| 年份   | 电影                   | 饰演            |
| ------ | ---------------------- | --------------- |
| 1955年 | 《百货商店的秘密》     | 西道金          |
| 1960年 | 《一个简单的故事》     | 青年农艺师      |
| 1961年 | 《红帆》               | 水手列季卡      |
| 1977年 | 《圣彼得堡来的陌生人》 | 彼得·伊万诺维奇 |
| 1981年 | 《我的丈夫》           | 兽医            |
| 1989年 | 《犯罪四重奏》         | 马特维          |
| 1995年 | 《莫斯科假期》         |                 |